# Hans Peter Schütz
Hans Peter Schütz (* 8. November 1939 in Donaueschingen; † 17. Mai 2021 bei Berlin) war ein deutscher Politikjournalist und Autor. 

## Leben
Nach einem Soziologiestudium an der Freien Universität Berlin wandte er sich dem Journalismus zu. Er volontierte beim Schwäbischen Tagblatt in Tübingen und fing als Politikredakteur bei der Ulmer Südwest Presse an. Für sie und für die Stuttgarter Nachrichten war er von 1974 bis 1988 als Bonner Korrespondent tätig. 1988 wurde er Leiter des Bonner Büros vom Hamburger Wochenmagazin Stern. Ab 1992 war er stellvertretender Chefredakteur der Südwest Presse und wechselte 1996 als Ressortleiter Politik wieder zum Stern, wo er von 1999 bis 2006 als Autor für das Berliner Büro tätig war. Seit 2007 wirkte er als freier Autor.
Schütz prägte als langjähriger Kommentator und Politik-Chef beim Stern eine ganze Generation von Journalisten. 2012 veröffentlichte er die Biographie Wolfgang Schäuble. Zwei Leben (2021 in erweiterter Neuausgabe).

## Schriften
- Hans Peter Schütz: Wolfgang Schäuble. Zwei Leben. Droemer, München 2012, ISBN 978-3-426-27582-5 (317 S.).
- Hans Peter Schütz: Gefragt: Lothar Späth. Zirngibl, Bornheim 1983, DNB 99277456X (96 S.).